# Hadrianeia
Hadrianeia war eine antike Stadt in der kleinasiatischen Landschaft Mysien beim heutigen Dursunbey im Nordwesten der Türkei. Sie gehörte zur römischen Provinz Asia bzw. in der Spätantike Hellespontus.
Die Stadt wurde, wie ihr Name zeigt, wie die in der Nähe liegenden Städte Hadrianutherai und Hadrianoi vom römischen Kaiser Hadrian gegründet. Die Ära der Stadt begann im Jahr 131/132 n. Chr. Hadrianeia, in der bergigen Gegend Abrettene zwischen den Flüssen Makestos und Rhyndakos an der Straße zwischen Hadrianoutherai und Kotiaion gelegen, sollte vermutlich zur Urbanisierung der Gegend beitragen. Sie war nach dem üblichen Muster einer griechischen Polis organisiert.
Auf ein spätantikes Bistum der Stadt geht das Titularbistum Hadriania (ital.: Adriania) der römisch-katholischen Kirche zurück. Das Bistum gehörte der Kirchenprovinz Kyzikos an.